# Brambles Limited
Brambles Limited er en australsk virksomhed, der er specialiseret i sammensætning af enhedslastningsudstyr som paller, kasser og containere. 
Brambles historie begyndte i 1875, da Walter Bramble etablerede en slagterforretning i Newcastle, som gradvist udvidede forretningen til transport og logistik. Brambles blev børsnoteret på Australian Securities Exchange i 1954 som W E Bramble & Sons Limited. De gik ind i "pallet pooling" branchen i 1958.